# Kathedrale von Castres

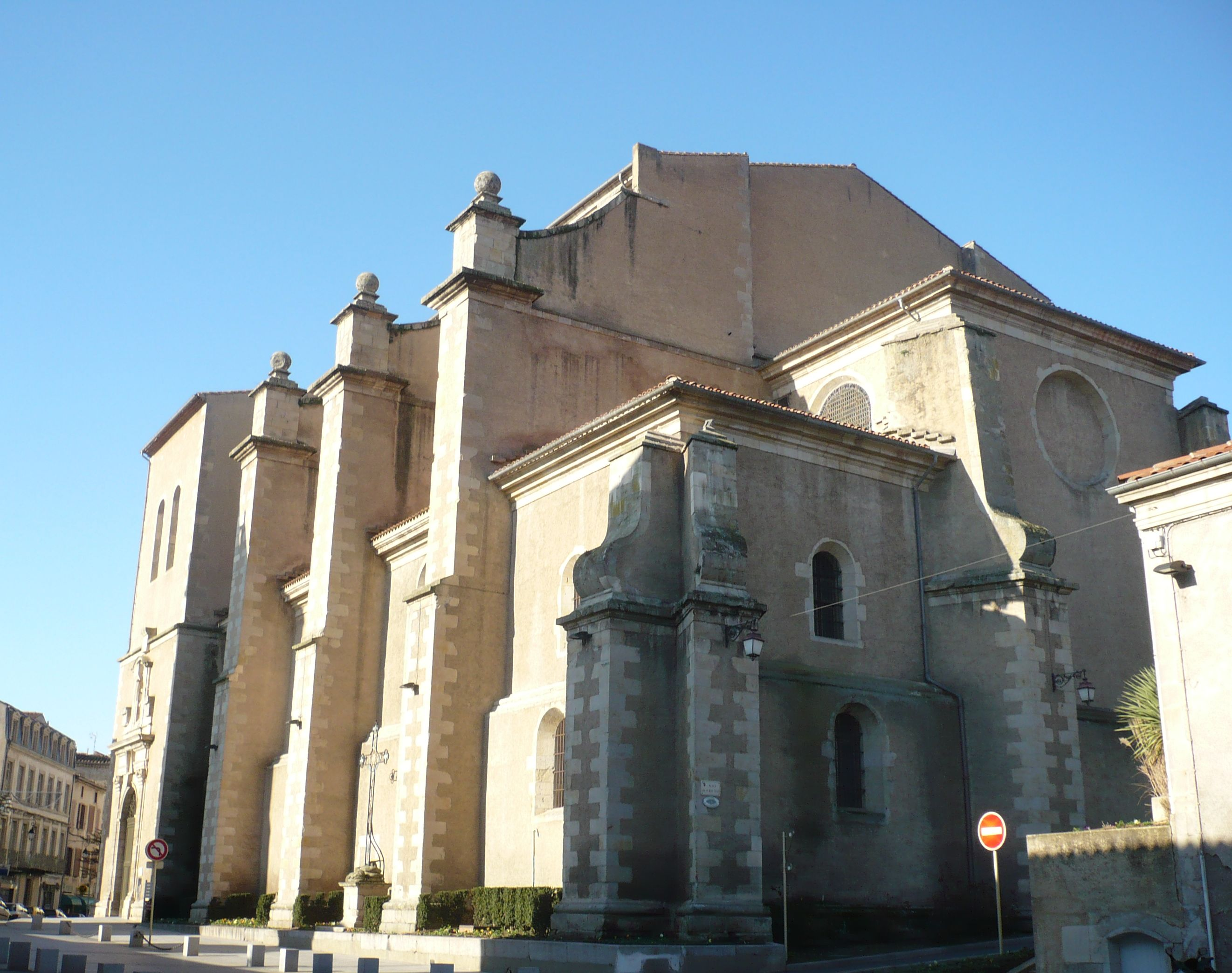
Ehemalige Kathedrale von Castres

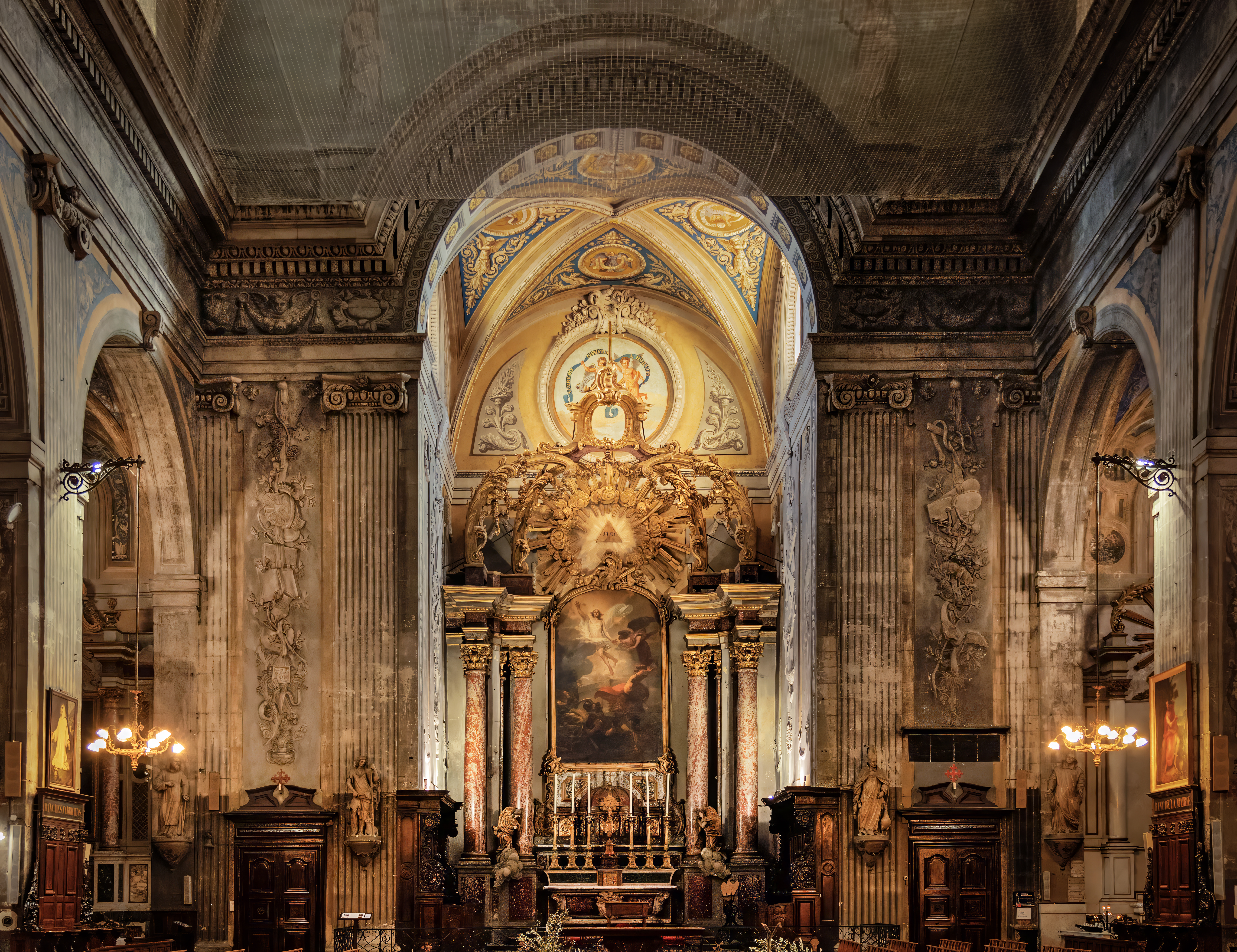
Langhaus und Apsis

Die ehemalige Kathedrale von Castres (französisch Ancienne cathédrale St-Benoît) ist heute die römisch-katholische Hauptpfarrkirche der gut 40.000 Einwohner zählenden Stadt Castres im Département Tarn in der südfranzösischen Region Okzitanien. Der unvollendete Bau gehört zum Erzbistum Albi und ist seit 1953 als Monument historique anerkannt.

## Lage
Die ehemals zur Provinz Languedoc gehörende Kathedrale befindet sich im Süden der Altstadt von Castres unmittelbar neben dem im ehemaligen Bischofspalast untergebrachten Musée Goya etwa 80 m westlich des Flusses Agout in einer Höhe von ca. 170 m.

## Geschichte
Die Kathedrale steht an der Stelle des im Jahr 812 gegründeten Benediktiner-Priorats von Bellecelle, welches jedoch bereits wenige Jahre später auf Betreiben von Benedikt von Aniane von Kaiser Ludwig dem Frommen zur Abtei erhoben wurde. Im Jahr 1074 wurde das Kloster der Abtei St-Victor von Marseille unterstellt, woraufhin ein Neubau der Kirche im Stil der Romanik unternommen wurde, von dem nur noch der Glockenturm (clocher) erhalten ist. Der in Avignon residierende Papst Johannes XXII. gründete im Jahr 1317 das Bistum Castres und erhob die Abteikirche in den Rang einer Kathedrale.
Um die Mitte des 16. Jahrhunderts wurde der protestantische Einfluss im Süden Frankreichs immer stärker; die Hugenotten zerstörten viele Kirchen, darunter auch im Jahr 1567 die Kathedrale von Castres. Obwohl die religiösen Auseinandersetzungen weiterhin andauerten, befahl eine Königliche Ordonnanz bereits im Folgejahr ihren Wiederaufbau. Dieser begann jedoch erst im Jahr 1601 nach dem vorangegangenen Edikt von Nantes (1599). Während den Hugenottenrevolten der Jahre 1621 bis 1629 unter Henri II. de Rohan wurde das Bauwerk erneut zerstört.
Erst unter dem Bischof Michel Tubeuf wurden die Bauarbeiten im Jahr 1664 erneut in Angriff genommen, wobei jedoch zuallererst der neue Bischofspalast fertiggestellt wurde. Immerhin war einer der größten Kirchenbauten Frankreichs geplant. In den Jahren 1671 bis 1678 wurden sämtliche bestehende Bauten – mit Ausnahme des Glockenturms – abgerissen, und noch im selben Jahr wurde die neue Apsis der Bischofskirche eingeweiht. Nach dem Tod des Bischofs (1682) wurden die Arbeiten erneut eingestellt und erst sieben Jahre später wieder begonnen. Letztlich wurde die Kirche erst im beginnenden 18. Jahrhundert fertiggestellt.
Durch das Konkordat von 1801 zwischen Napoleon und dem Heiligen Stuhl wurde das Bistum Castres aufgelöst und sein Territorium dem Erzbistum Albi unterstellt; aus der unvollendeten Kathedrale wurde eine Pfarrkirche.

## Architektur

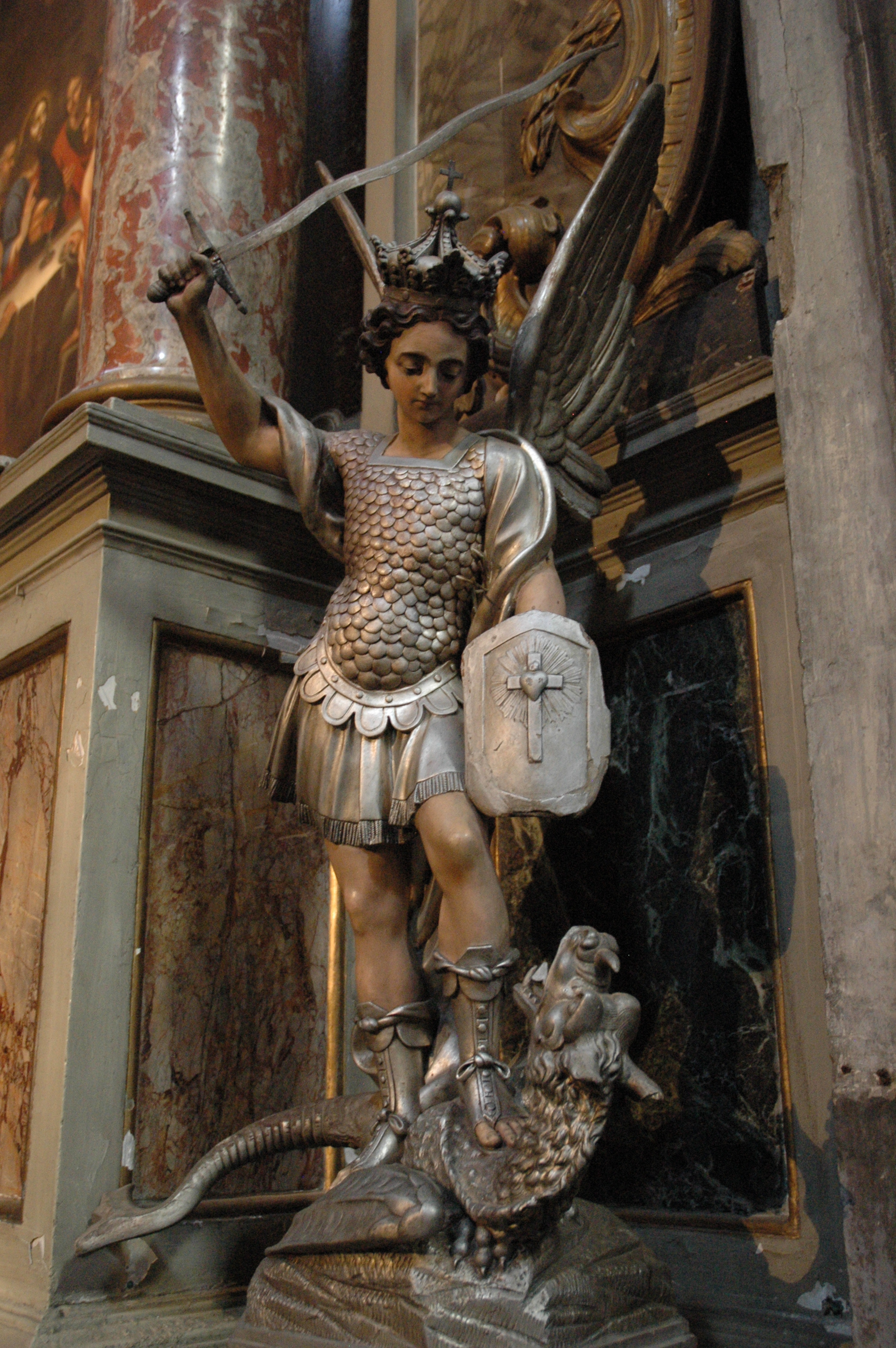
Erzengel Michael als Drachentöter

Der von der Kirche getrennte, aber eine Einheit mit dem Bischofspalast bildende Glockenturm zeigt noch seine romanischen Formen; lediglich eine neuzeitliche Balustrade umgibt den pyramidalen Helm. Zwei Eingangsportale (eines im Süden und eines im Westen) führen in eine einschiffige, immerhin ca. 37 m lange, gut 18 m breite und ca. 25,5 m hohe Kirche mit Seitenkapellen und basilikalem Aufbau, die – gemäß der ursprünglichen Planung – nur den allseitig von Strebepfeilern stabilisierten Chor der neuen Kathedrale bilden sollte. Das ca. 11 m breite Mittelschiff wird von einem  Kreuzrippengewölbe überspannt.

## Ausstattung
Zahlreiche barocke Statuen, Reliefs und Gemälde schmücken das Kirchenschiff und die Seitenkapellen. Unter ihnen ragt die Figur eines drachenbezwingenden Erzengels Michael hervor.